# Ég er kominn heim
Ég er kominn heim (dt.: Ich bin zu Hause angekommen oder Ich bin heimgekommen) ist ein isländisches Lied nach einem Text von Jón Sigurðsson (1925–1992). Die Melodie dieses Liedes ist eine wehmütige Interpretation der vom ungarischen Komponisten Emmerich Kálmán im Jahre 1930 im Tango-Rhythmus komponierten Arie Heut’ Nacht hab’ ich geträumt von Dir aus der Operette Das Veilchen vom Montmartre.

## Produktion
Ég er kominn heim wurde, arrangiert von Jón Sigurðsson, im Jahre 1960 im Isländischen Rundfunk von dem damals populären isländischen Pop-Sänger Óðinn Valdimarsson gesungen und in Mono mitgeschnitten. Bei der Aufnahme wirkten das K. K. Sextettinn und das Söngkvartett mit. Als Background-Sänger waren Elly Vilhjálms, Jón Páll Bjarnason, Jón Sigurðsson und Þórarinn Ólafsson dabei. Gitarre spielte Jón Páll Bjarnason, den Kontrabass spielte Jón Sigurðsson, Þórarinn Ólafsson Klavier und Guðmundur Steingrímsson Schlagzeug. Neben Ég er kominn heim als B-Seite, enthielt die Platte auf der A-Seite das Lied 14 Ára mit einem Text ebenfalls von Jón Sigurðsson und einer Melodie nach dem Song Ring-A-Ling-A-Lario von Jimmie Rodgers. Die Aufnahme wurde im gleichen Jahr als Single veröffentlicht.

## Text
Während der Originaltext der Operette die sehnsüchtige Liebe zu einer Frau besingt, spricht der Text Sigurðssons viele starke Gefühle an: die Freude über das Erwachen der wärmenden Sonne und Natur nach dem Winter, Heimweh und Sehnsucht nach der Geliebten, das Glück des Nach-Hause-Kommens, die Liebe zum Land und zum Landleben und das Glück zu Zweit mit einem geliebten Menschen.

## Hintergrund
Außerhalb Islands wurde das Lied bekannt, als es während der Fußball-Europameisterschaft 2016 in Frankreich von isländischen Fans vor den Spielen der isländischen Fußballnationalmannschaft gesungen wurde.

## Coverversionen
Das Lied ist in Island ein beliebter Oldie und wurde mehrfach von Künstlern wie Bubbi Morthens und Björn Jörundur, Valur Heiðar und Lísa Einars, Helgi Björnsson und Sverrir Bergmann gecovert.